# Halte Zwarte Weg
Halte Zwarte Weg is een voormalige stopplaats aan de Oosterspoorweg, tussen Hilversum en Baarn. Het was de enige spoorweghalte in de gemeente Laren. De stopplaats was geopend van 1 juni 1874 tot 1 mei  1898.
De stopplaats lag bij de overweg in de Zwarte Weg. Naast de overweg stond wachterswoning 33. Treinen stopten hier alleen op verzoek. In de omgeving stonden geen woningen, dus waarschijnlijk diende de halte voor recreanten die de omliggende bossen bezochten. Mogelijk hield de halte ook verband met het nabijgelegen landgoed Heidepark, dat in bezit was van de familie Van de Wall Bake: diverse leden van deze familie bekleedden belangrijke functie binnen de spoorwegmaatschappij HIJSM.
De wachterswoning is behouden gebleven.